# Forged from the Love of Liberty
Forged from the Love of Liberty é o hino nacional de Trindade e Tobago. Foi composto por Patrick S. Castagne em 1962.

## Letra

### Em inglês
Forged from the love of liberty,
In the fires of hope and prayer,
With boundless faith in our destiny,
We solemnly declare:
Side by Side we stand,
Islands of the blue Caribbean Sea,
This our native land,
We pledge our lives to thee.
Here every creed and race,
Finds an equal place,
And may God bless our nation.

### Tradução para português
Forjado do amor pela liberdade,
No fogo da esperança e da oração,
Com grande fé em nosso destino,
Nós solenemente declaramos:
Lado a lado estamos,
Nas ilhas do mar azul do caribe,
Essa é a nossa terra natal,
Nós juramos nossa vida por ela.
Aqui para todo credo e raça,
Existe a igualdade,
Que Deus abençoe nossa nação.
1. ↑  «Hino Nacional de Trindad e Tobago». Presidência da República de Trindad e Tobago. Consultado em 5 de maio de 2025